# Ölands runinskrifter 8
Ölands runinskrifter 8 är en försvunnen medeltida (slutet av 1100-tal) gravhäll som fanns på Mörbylånga kyrkogård, Mörbylånga socken och Mörbylånga kommun. Gravhällen var omkring 2,05 gånger 1,44 meter.

## Inskriften
Translitterering av runraden:
§P [u-ar stin unu enruk korþi͡ ͡m͡ik] 
§Q [...(r)͡ii͡ ͡m͡iar stin unu enruk korþi͡ ͡m͡ik]
Normalisering till äldre fornsvenska:
§P ... stæin Unu/Unnu. ... gærði mik. 
§Q Þrea(?) møyaʀ(?) stæin unnu. Henrik(?) gærði mik.
Översättning till nusvenska:
… Un(n)u's ste (?). ... gjorde mig. Tre(?) ungmör(?) gjorde stenen. Henrik(?) gjorde mig.